# سيزار رينالدو نافارو
سيزار رينالدو نافارو (بالإسبانية: César Reynaldo Navarro)‏ هو سياسي مكسيكي، ولد في 9 يونيو 1968 في ولاية مكسيكو في المكسيك. حزبياً، نشط في الحزب الثوري المؤسساتي. وقد انتخب عضو مجلس النواب المكسيك.